# Essexville
Essexville é uma cidade localizada no estado americano de Michigan, no Condado de Bay.

## Demografia
Segundo o censo americano de 2000, a sua população era de 3766 habitantes.
Em 2006, foi estimada uma população de 3551, um decréscimo de 215 (-5.7%).

## Geografia
De acordo com o United States Census Bureau tem uma área de
3,5 km², dos quais 3,1 km² cobertos por terra e 0,4 km² cobertos por água. Essexville localiza-se a aproximadamente 178 m acima do nível do mar.

## Localidades na vizinhança
O diagrama seguinte representa as localidades num raio de 20 km ao redor de Essexville.